# Custonaci
Custonaci – miejscowość i gmina we Włoszech, w regionie Sycylia, w prowincji Trapani.
Według danych na rok 2004 gminę zamieszkiwało 4655 osób, 67,5 os./km².